# Yewdale Beck
Der Yewdale Beck ist ein Fluss im Lake District, Cumbria, England. Der Yewdale Beck entsteht aus dem Zusammenfluss von Henfoot Beck und Swallow Scar Beck sowie weiteren unbenannten Zuflüssen östlich des Wetherlam. Der Yewdale Beck fließt zunächst in östlicher Richtung, bevor er südlich der Siedlung Lower Tilberthwaite eine südwestliche Richtung einschlägt, die er am nördlichen Rand des Ortes Coniston erneut nach Südosten verändert. Er mündet dann in das Coniston Water.
Der Yewdale Beck ist ein Site of Special Scientific Interest. Der Wasserlauf ist einer der besten Orte für das Studium der Stratigraphie und Paläogeographie des frühen Silur in Großbritannien.